# Berkenhoff
Die Berkenhoff GmbH, bekannt unter dem Namen der Dachmarke bedra, mit Sitz in Heuchelheim  an der Lahn und Herborn ist ein deutsches Unternehmen der Metallverarbeitung im Bereich der Nichteisenmetalle. Das Unternehmen beschäftigt circa 385 Mitarbeiter und erzielte 2021 einen Umsatz von 120 Mio. EUR.

## Geschichte
Carl Berkenhoff gründete 1889 die Firma Berkenhoff, eine Drahtzieherei für Feindraht in der Rehmühle bei Herborn-Merkenbach. 1893 erfand Berkenhoff die erste Mehrfachdrahtziehmaschine mit vier hintereinander liegenden Ziehvorgängen und patentierte dies. 1923 wurde die Handelsgesellschaft in eine Aktiengesellschaft umgewandelt und in Berkenhoff & Drebes AG umbenannt. 1981 wurden die Drahtfabriken Merkenbach mit der Metall-Gießerei und Drahtfabrik in Heuchelheim-Kinzenbach zusammengeführt und in die heutige Berkenhoff GmbH umbenannt. 1990 erweiterte Berkenhoff die Produktionskapazitäten mit dem Bau neuer Drahtzieh-, Glüherei- und Galvanikhallen. 2008 wurde ein neues Drahtzugzentrum für Spezialdrähte in Kinzenbach in Betrieb genommen.
2015 erfolgte die Übernahme der Berkenhoff GmbH durch die chinesische Powerway Group Co. Ltd.
2021 wurde das Produktsortiment um Aluminiumschweißdrähte, die unter dem Produktnamen berAlweld® vertrieben werden, erweitert. Zudem wurde ein neuer Produktionsstandort in Vietnam eröffnet.

## Unternehmen
Als Lieferant von Drähten, unter dem Markennamen bedra, für die Produktbereiche Funkenerosion, Schweiß- und Löttechnik, Elektronikbauteile und Spezialanwendungen entwickelt und fertigt Berkenhoff an zwei Standorten in Heuchelheim und Herborn Produkte aus Kupfer und Kupferlegierung.
Zu dem Produktbereich Funkenerosion gehören beschichtete Erodierdrähte, Blankdrähte, Messingdrähte und Mikro-Erodierdrähte. Für den Produktbereich Schweiß- und Löttechnik werden Drahtelektroden für MIG/MAG-Löten und -Schweißen, Widerstandspunktschweißen, Laser – und Plasmalöten hergestellt. Mit der Produktion von Elektronikbauteilen werden Einsatzmöglichkeiten in passiven und elektromechanischen Bauelementen innerhalb von Branchen wie der Automobilindustrie, Luft- und Raumfahrt, Telekommunikation, Informationstechnologie, Industrietechnik und Unterhaltungsindustrie bedient. Zu dem Produktbereich Spezialdrähte gehören Ankerstanzdrähte, Widerstandsdrähte und Optikdrähte.
Neben den deutschen Fertigungsstandorten hat Berkenhoff Vertriebs-Niederlassungen in den USA und China.